# Reunion Arena
La Reunion Arena était une salle omnisports située dans le quartier de Reunion au cœur de Dallas, Texas.
C'était le domicile des Mavericks de Dallas de la National Basketball Association entre 1980 et 2001, des Stars de Dallas de la Ligue nationale de hockey entre 1993 et 2001, des Dallas Sidekicks de 1984 à 2004, des Dallas Tornado de la North American Soccer League entre 1980 et 1981, des Dallas Texans de l'Arena Football League entre 1990 et 1993, des Dallas Stallions en 1999 puis des Dallas Desperados de l'Arena Football League entre 2002 et 2003. La Reunion Arena avait une capacité de 17 293 places pour les rencontres de basket-ball, 17 001 pour le hockey sur glace et 16 626 pour le football en salle. Elle était aussi un lieu de concert et sa capacité variait selon les configurations : End Stage: 18 628 places; Center Stage: 19 071 places et Half House: 9 663 places.

## Histoire
La Reunion Arena fut inaugurée en 1980 et coûta 27 millions $ de dollars. Elle dispose d'une surface de 2 790 m2 (30 000 pieds carrés) et fut dessinée par les architectes de la firme HKS, Inc. puis fut nommée comme la communauté fouriériste La Réunion, créée à Dallas en 1855 par Victor Considerant. En 2005, la Reunion Arena et le Dallas Convention Center ont été utilisés pour abriter les évacués de l'Ouragan Katrina. Le bâtiment a actuellement besoin de rénovations. En 1993, le Président Bill Clinton a visité l'arène pour assister à un match avec l'équipe de l'University of Arkansas dans le Final Four basket-ball NCAA.
Depuis 2001, la plupart des équipes ont déménagé dans l'American Airlines Center mais la Reunion Arena continue d'accueillir des événements (concerts...).
Après un vote à l'unanimité par le Conseil municipal de Dallas, la Reunion Arena est officiellement fermé le 30 juin 2008. Le bâtiment est démoli en 2009.

## Événements
- Dallas WCT Finals, 1980 à 1989
- Republican National Convention, 20-23 août 1984
- Concert de Phil Collins, le 29 Mai 1985
- NBA All-Star Game 1986, 9 février 1986
- Final Four basket-ball NCAA, 13-31 mars 1986
- Concerts de Pink Floyd, 21-23 novembre 1987
- Trois concerts de Michael Jackson (Bad World Tour), 1988
- MISL All-Star Game, 1989
- Concerts de Madonna (Blond Ambition Tour), les 7 et 8 mai 1990
- Skate America 1993, 20-24 octobre 1993
- Benny Hinn Miracle Crusade, 1999
- WWF Fully Loaded, 23 juillet 2000
- Big 12 Conference Women's Post-season Basketball Tournament, 2003
- Big 12 Conference Women's Post-season Basketball Tournament, 2004
- Big 12 Conference Women's Post-season Basketball Tournament, 2006
- NCAA Women's Basketball Tournament Regional, 2007